# Power Of Dreamer
『Power Of Dreamer』（パワー オブ ドリーマー）は、高橋洋樹の3作目のシングル。2009年8月26日にランティスから発売された。

## 概要
- Wiiゲーム『ドラゴンボール 天下一大冒険』の主題歌が収録されている。
- CDジャケットには、孫悟空、ブルマ、ウパ、桃白白、タンバリン、ピッコロ大魔王が描かれている。

## 収録曲
1. POWER OF DREAMER
作詞：森由里子 / 作曲・編曲：山本健司
Wiiゲーム『ドラゴンボール 天下一大冒険』主題歌
2. ガムシャラに行こう
作詞：森由里子 / 作曲：cAnON. / 編曲：Kenz&cAnON
3. POWER OF DREAMER（off vocal）
4. ガムシャラに行こう（off vocal）